# Estadio Olímpico de San Marcos
Estadio Olímpico de San Marcos je višenamjenski stadion u nikaragvanskom gradu San Marcos. Većinom se koristi za nogometne utakmice te se na njemu uglavnom igraju domaće utakmice nogometnog kluba FC San Marcos.